# Hruby Klin

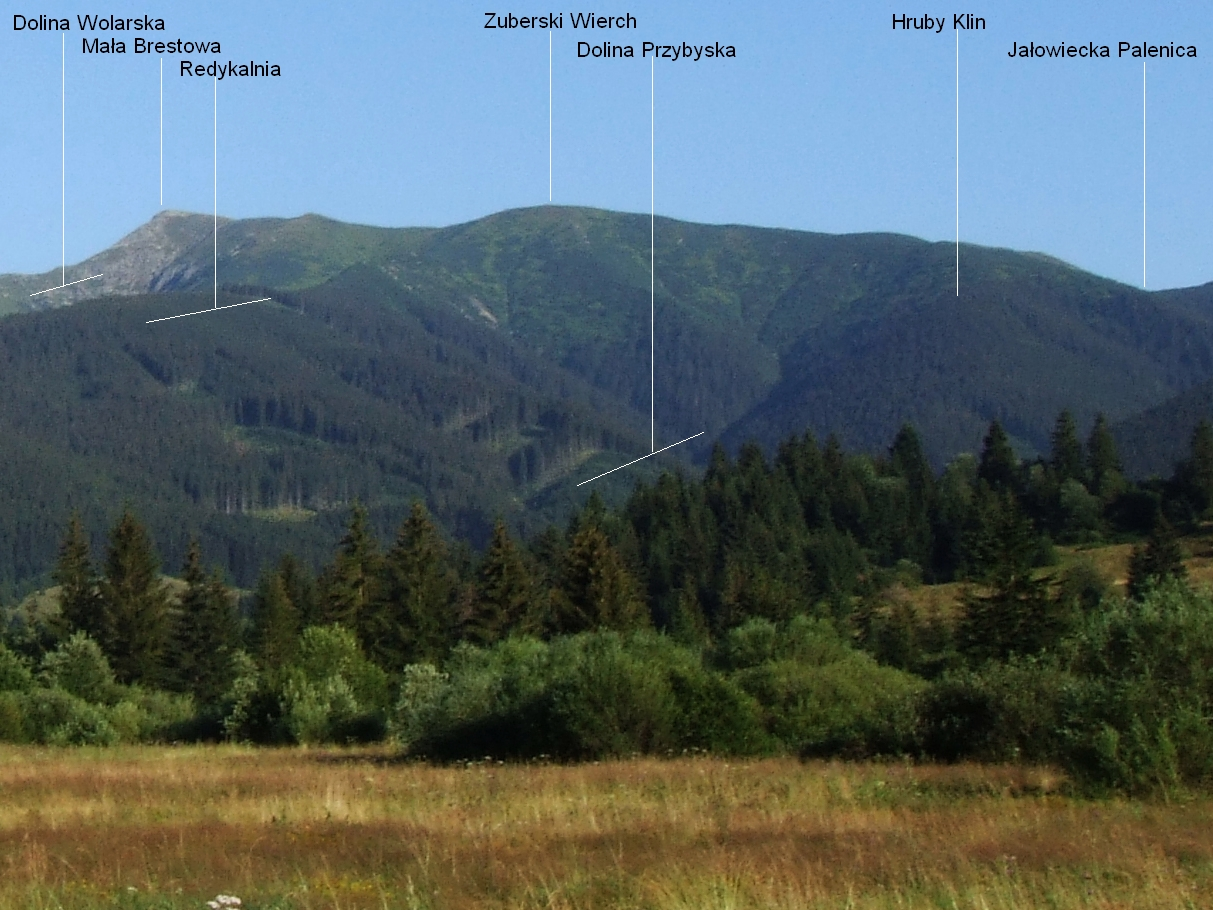
Widok z Zuberca

Hruby Klin (słow. Hrubý Klin, Malý Klin) – znajdujący się w słowackich Tatrach Zachodnich krótki, ale wybitny grzbiet, dzielący górną część Doliny Przybyskiej (zwaną Wielkimi Klinami) na dwie części; zachodnią i wschodnią. Na mapach i w literaturze ma on jeszcze różne inne nazwy: Mały Klin, Zadni Klin, Klinik. Odbiega od grani głównej Tatr Zachodnich pomiędzy Zuberskim Wierchem a Palenicą Jałowiecką na wysokości około 1650 m i opada w północno-zachodnim, potem północnym kierunku do wysokości około 1020 m. Na mapach Hruby Klin jest opisany jako wierzchołek; na polskiej mapie z wysokością 1426 m, na słowackiej 1427 m (jako Malý Klin).
Hruby Klin jest niemal całkowicie zarośnięty lasem i kosodrzewiną. Niewielkie trawiaste obszary (pozostałości dawnego pasterstwa) występują jeszcze u podnóży w Wielkich Klinach i w partiach grzbietowych. Turystycznie Hruby Klin jest niedostępny, szlak turystyczny prowadzi jedynie przez miejsce, w którym odchodzi on od głównej grani.

## Szlaki turystyczne
– czerwony (fragment): Siwy Wierch – Palenica Jałowiecka – Brestowa. Czas przejścia: 2:10 h, ↓ 2 h